# Танки ТА
Танки ТА (ТА-1, ТА-2, ТА-3, також позначалися як Т-1001, Т-1002 і Т-3 відповідно) — проєкти радянських середніх та важких танків 1930-х років. Одні з перших повноцінних середніх та важких танків повністю вітчизняної розробки. розроблялися під загальним керівництвом В. Асафова на базі експериментального середнього танка ТГ, переважно в напрямку спрощення та здешевлення останнього. Відрізнялися досить оригінальними рішеннями, проте не були прийняті на озброєння — замість них в серію пішов важкий танк Т-35.

## Історія розробки
В 1930–1931 роках в СРСР під керівництвом німецького інженера Едуарда Гроте був розроблений та випробовувався експериментальний середній танк ТГ. За підсумками випробувань танк не був прийнятий на озброєння, однак комісія відзначала безліч позитивних рис ТГ, головним чином — дуже потужне для середнього танка озброєння. Тому ще під час добудови та випробувань ТГ на початку 1931 ЕКО ОГПУ орієнтувало групу конструкторів під керівництвом В. Асафова на вдосконалення ідей Гроте в напрямку зниження складності та вартості танка.

### ТА-1 (Т-1001)

Креслення танка ТА-1

Вже в квітні 1931 група Асафова запропонувала проєкт маневреного (середнього) танка під індексом Т-1001, або ТА-1 (що іноді розшифровується як «танк Асафова»). Танк успадкував від ТГ форму корпусу, компоновку та озброєння, але ходова частина та трансмісія були простіше та надійніше.
Конструкторами була обрана індивідуальна пружинна підвіска Крісті на п'яти парах котках, а також гусениця гребневого зачеплення по типу Крісті. Як силова установка спочатку планувався авіаційний двигун типу «Ліберті», але оскільки в той момент промисловість освоювала ліцензійний випуск BMW-IV, проєкт був скоректований під нього.
Зовні танк сильно нагадував ТГ. Артилерійське озброєння складалося з 37-мм гармати ПС-2 і 76-мм гармати ПС-19 і розташовувалося так само, як і на ТГ. Однак оскільки індивідуальна пружинна підвіска мала великий хід опорних котків, а боєкомплект в баштах був розміщений уздовж стінок сторч, встановити два бортових кулемета не представлялося можливим. Тому остаточна версія Т-1001 мала лише три кулемети (курсовий та кормові баштові) замість п'яти які планувалися раніше.
Куполоподібні напівсферичні башти танка мали виготовлятися штампуванням та зваркою і захищатися бронею товщиною 13 мм (мала) і 20 мм (велика). Командир та механік-водій мали у своєму розпорядженні стробоскопічні прилади спостереження, ідентичні встановленим на ТГ.
Бойова маса танка становила 18—18,5 т. При цьому максимальна швидкість руху по шосе повинна була становити не менше 50 км/год.
Проте завершення проєктних робіт з ТА-1 збіглося з початком захоплення колісно-гусеничним рушієм, і КБ Асафова отримало завдання на переробку проєкту під колісно-гусеничний хід.

### ТА-2 (Т-1002)

Креслення танка ТА-2

ТА-2 (Т-1002) в цілому зберіг всі особливості попередника, але був і ряд істотних змін.
Зміни торкнулися переважно ходової частини. ТА-2 мав три пари обгумованих котків великого діаметра (для руху на колесах) та парою опорних котків що піднімалися на свічці для забезпечення маневреності на колісному ходу. При русі на колесах задня пара котків ставала ведучою (привід від бортових фрикціонів). Приводи управління через вкрай щільне компонування танка довелося робити пневматичними (як і на ТГ), що негативно позначилося на складності конструкції та ціні танка в цілому.
Крім того, танк знову отримав бортові кулемети для кращої «зачистки» окопів. Кулемети встановлювалися безпосередньо під верхньою гілкою гусениці.
Розрахунки показували, що рухливість танка, маса якого виросла до 27 т, очікувалася в цілому непоганою — до 80 км/год на колесах і до 50 км/год на гусеницях, однак низький запас ходу не цілком задовольняв військових. Крім того, в технічній документації були виявлені помилки. Все це спонукало конструкторів почати проєктування третього танка — Т-3.

### ТА-3 (Т-3)

Креслення танка ТА-3

ТА-3 відносився вже до важких танків, оскільки мав масу понад 32 т.
Колісно-гусеничний хід був збережений, але довжина танка зросла до 8 метрів, що давало певні переваги при подоланні ровів, але негативно позначилося на ходових якостях машини.
У конструкції ТА-3 проєктувальники пішли від триярусної установки озброєння. Дві гармати (37-мм і 76-мм) встановлювалися в лобовій частині напівсферичної башти, але мали незалежну наводку. Замість кулеметів «Максим» в танку встановлювалися кулемети ДТ-29. Бронювання машини становило 20—40 мм. Проєктна швидкість танка на гусеницях становила 45 км/год, а на колесах — до 70 км/год.
ТА-3 повинен був мати герметичний корпус. Планувалася установка на танк комплексу «протигазного захисту» від отруйних сполук конструкції Інституту хімоборони з припливною вентиляцією через поглинювальний фільтр.
Крім того, на танк планувалося поставити радіостанцію дальньої дії — стійкий зв'язок мала забезпечуватися на віддалі до 50 км.
Проєкт Т-3 в цілому задовольняв вимогам Управління механізації та моторизації РСЧА, і на початку 1932 року розглядався як можливий кандидат на серійне виробництво. Однак за цілою низкою критеріїв перевага була віддана п'ятибаштовому Т-35 і проєкт Т-3 так і залишився нереалізованим.